# Thorectandra
Thorectandra é um gênero de esponja marinha da família Thorectidae.

## Espécies
- Thorectandra boletus (Lamarck, 1815)
- Thorectandra choanoides (Bowerbank, 1872)
- Thorectandra crateriformis (Carter, 1885)
- Thorectandra diversispiculifera Ferrer-Hernandez, 1918
- Thorectandra excavatus (Ridley, 1884)
- Thorectandra glomerosus Wiedenmayer, 1989
- Thorectandra papillosa Cook & Bergquist, 1996
- Thorectandra typica (Carter, 1886)